# Pogány Klári
Pogány Klári (Budapest, 1941. december 29. – Budapest, 2006. december 12.) magyar modell, manöken.

## Élete
Pogány Klári az 1960-1970-as évek sztármanökenje volt. Édesapja bombatámadásban meghalt 1945. január 1-én. Édesanyjával, nevelőapjával és testvéreivel élt, akik vívók, illetve vívómesterek voltak. Pogány Klári is folytatni akarta ezt a hagyományt, de élete másként alakult.
A Rotschild-szalonban varrólány volt, ahol 16 éves korától részt vett házi bemutatókon. Manökeni pályája innen folytatódott. Sokat utazott külföldre, többek között Londonban, Moszkvában és Afrikában mutatta be a magyar ruhákat. Egy svájci bemutatón, ahol képviselte hazáját, hangzott el: ,,Nem hittem volna, hogy Magyarországon ilyet tudnak csinálni...,,.
Tanítómesterének Huszti Ilona (Cipi) manökent tekinti. Már az 1960-as évek végétől jelentek meg fotói, többek közt az Ez a Divat újságban. Számos címlap tulajdonosa. Dolgozott Szécsi Pál énekessel is, aki férfimanöken is volt. A későbbi években is rendszeresen fotózták, de folyamatosan kérték fel divatbemutatókra is.
Több fotós modellje volt, például Lengyel Miklós, Herczeg István, Balassa Ferenc és Bara István fotóművészé.
Manökenként belföldön – például Rotschild Klára szalon – és külföldön dolgozott.
Férje Balassa Tamás (1925–2005) dzsessz-zongorista, a divatbemutatók állandó kísérője volt. Gyermeke dr. Balassa Ágnes Zsófia (1976) ügyvéd.